# Нагр-е Міян
Нагр-е Міян (перс. نهرميان) — село в Ірані, у дегестані Нагр-е Міян, у бахші Заліян, шагрестані Шазанд остану Марказі. За даними перепису 2006 року, його населення становило 1650 осіб, що проживали у складі 424 сімей.

## Клімат
Середня річна температура становить 11,13 °C, середня максимальна – 30,95 °C, а середня мінімальна – -11,72 °C. Середня річна кількість опадів – 288 мм.
| Клімат поселення                              | Клімат поселення | Клімат поселення | Клімат поселення | Клімат поселення | Клімат поселення | Клімат поселення | Клімат поселення | Клімат поселення | Клімат поселення | Клімат поселення | Клімат поселення | Клімат поселення | Клімат поселення |
| Показник                                      | Січ.             | Лют.             | Бер.             | Квіт.            | Трав.            | Черв.            | Лип.             | Серп.            | Вер.             | Жовт.            | Лист.            | Груд.            |                  |
| Середній максимум, °C                         | 5,84             | 7,76             | 12,36            | 18,73            | 23,75            | 28,81            | 30,75            | 30,95            | 25,77            | 19,48            | 12,57            | 7,10             |                  |
| Середня температура, °C                       | −2,94            | −1,03            | 3,58             | 9,96             | 14,98            | 20,03            | 24,51            | 24,68            | 19,49            | 13,21            | 6,29             | 0,82             |                  |
| Середній мінімум, °C                          | −11,72           | −9,8             | −5,2             | 1,18             | 6,20             | 11,25            | 18,23            | 18,41            | 13,22            | 6,94             | 0,02             | −5,44            |                  |
| Норма опадів, мм                              | 44               | 38               | 51               | 39               | 34               | 7                | 1                | 1                | 1                | 6                | 26               | 40               |                  |
| Середньомісячна швидкість вітру, м/с          | 1.46             | 2.26             | 3.00             | 3.08             | 2.79             | 2.41             | 2.49             | 2.52             | 2.26             | 2.12             | 1.77             | 1.48             |                  |
| Середньомісячна сонячна радіація, кДж/м²·день | 9344             | 12499            | 15045            | 18217            | 22171            | 26994            | 25817            | 24049            | 21247            | 15809            | 11028            | 9083             |                  |
| --------------------------------------------- | ---------------- | ---------------- | ---------------- | ---------------- | ---------------- | ---------------- | ---------------- | ---------------- | ---------------- | ---------------- | ---------------- | ---------------- | ---------------- |
| Джерело:                                      |                  |                  |                  |                  |                  |                  |                  |                  |                  |                  |                  |                  |                  |